# Lissodendoryx cratera
Lissodendoryx cratera är en svampdjursart som först beskrevs av R.W. Harold Row 1911.  Lissodendoryx cratera ingår i släktet Lissodendoryx och familjen Coelosphaeridae.
Artens utbredningsområde är Sudan. Inga underarter finns listade i Catalogue of Life.